# Flying Tiger Copenhagen
A Flying Tiger Copenhagen (conhecida simplesmente por Tiger, a sua designação comercial até 2016) é uma empresa dinamarquesa de venda a retalho especializada em artigos de baixo custo. Caracteriza-se por vender todo o tipo de artigos de conceção própria, exclusivos da loja e com preços fixos: a maioria não ultrapassa os cinco euros.

## História
A empresa foi fundada em 1995 por Lennart Lajboschitz, proprietário de uma loja de acessórios originais na zona de Brygge, em Copenhaga, chamada Zebra. Quando foi de férias, deixou a cunhada a seu cargo e pediu-lhe que reduzisse todos os produtos para 10 coroas (equivalente a um euro).
A política de preço único revelou-se um êxito e o proprietário decidiu mantê-la com a sua própria linha de produtos. Mais tarde, o nome foi alterado para Tiger, uma brincadeira com a palavra dinamarquesa «ti'er», uma contração de «ti kroner», em português: «dez coroas».
A Zebra tornou-se uma sociedade anónima, controlando o número de lojas e supervisionando os desenhos, muitos dos quais da autoria da mulher de Lennart, chamada Suz.
Rapidamente a loja se estabeleceu na Dinamarca e noutros países escandinavos, em 2005, abriu uma loja em Basingstoke, no Reino Unido, em 2008 foi aberta a primeira loja em Madrid (Espanha) e em Novembro de 2012 abriu a primeira loja em Portugal situada na baixa lisboeta. Nesse mesmo ano, o fundo de investimento EQT Partners adquiriu 70% da empresa Zebra, o que serviu para consolidar a expansão internacional: em 2014 tinha mais de 400 lojas em 25 países.
Em 2016, a Tiger começou a chamar-se «Flying Tiger Copenhagen» em todos os países onde opera.
A Flying Tiger Copenhagen não utiliza um modelo de franquia, mas segue um modelo misto: a Zebra fornece os produtos e o marketing e exerce o controlo final, enquanto o parceiro de investimento desenvolve o mercado. Quase todos os artigos são projectados na Dinamarca e a produção é frequentemente externalizada para a China, embora muitos produtos sejam fabricados na União Europeia. Na atualidade, em Portugal a Tiger conta com 38 lojas: 20 na região de Lisboa e Vale do Tejo, 15 no norte e três no sul.